# Гюнтер Демніг
Гюнтер Демніг (нім. Gunter Demnig; 27 жовтня 1947, Берлін) — німецький художник. Найбільшу популярність він здобув завдяки своєму проєкту «Камені спотикання», покликаному увічнити пам'ять жертв нацизму.

## Біографія
Гюнтер Демніг народився в Берліні 27 жовтня 1947 року. Виріс у Науені та Берліні, отримав атестат зрілості у 1967 році. У віці 18 років він дізнався, що його батько служив у німецькій армії до і під час Другої світової війни і при цьому приховував усе, що було з війною, незважаючи на численні спроби Демніга обговорювати з ним цю тему.
Наприкінці 1960-х Демніг навчався у Берлінському університеті мистецтв під керівництвом Герберта Кауфмана. З 1971 продовжив художню освіту в Кассельському художньому університеті, а з 1974 року - в Університеті Касселя. З 1980 до 1985 року Демніг працював на художньому факультеті університету. У 1985 році він заснував власну студію в Кельні.
З квітня 2011 року студія Демніга знаходиться у Фрехені в мистецькому центрі Signalwerk, який розташований на місці колишньої станції залізниці Кельн-Фрехен-Бенцельрат. Тут же мають свої майстерні ще близько 20 відомих в області художників. У 2017 році він перевіз свою студію в Ельбенрод в Гессені.
У 1992 році він вигадав проект «Камені спотикання», присвячений пам'яті жертв Голокосту. Цей проєкт він почав реалізовувати у 1996 році. З того часу тисячі цих невеликих меморіалів були встановлені в багатьох країнах Європи, де в роки Другої світової війни здійснювалося переслідування та геноцид євреїв. Протягом багатьох років вважається найбільшим децентралізованим меморіалом у світі та наразі включає 100 000 каменів у 31 європейській країні (2023)

Огляд країн, де встановлено «Камені спотикання»

Авторські права у повному сенсі на «Камені спотикання» належать виключно та виключно особисто Гюнтеру Демнігу. 
В Україні децентралізовані меморіальні знаки розміщені у Переяславі, Рівному, Чернівцях, Києві. 
- Переяслав: 4 «Камені спотикання» у липні 2009 року перші встановлені в країні, а всього встановлено 9[12];
- Рівне: 5 «Камені спотикання»[13];
- Київ;
- Чернівці.

## Нагороди
- Кавалерський хрест ордена ««За заслуги перед Федеративною Республікою Німеччина»» (2005);
- Орден «За заслуги перед землею Баден-Вюртемберг» (2012);
- Берлінський ведмідь (2014);
- Орден «За заслуги перед землею Північний Рейн-Вестфалія» (2019).

## Зображення

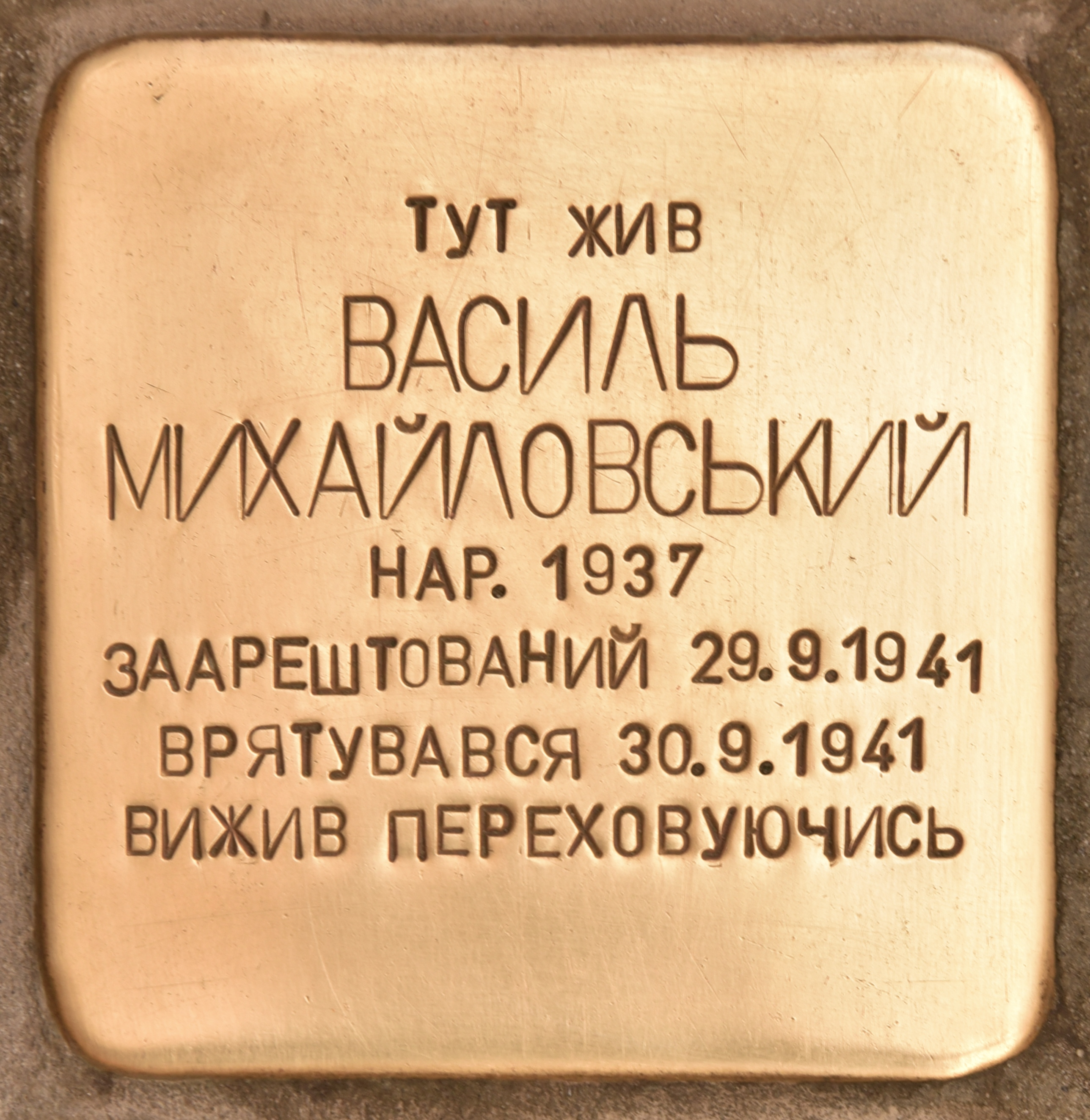
Камінь спотикання для Василь Михайловський, Київ
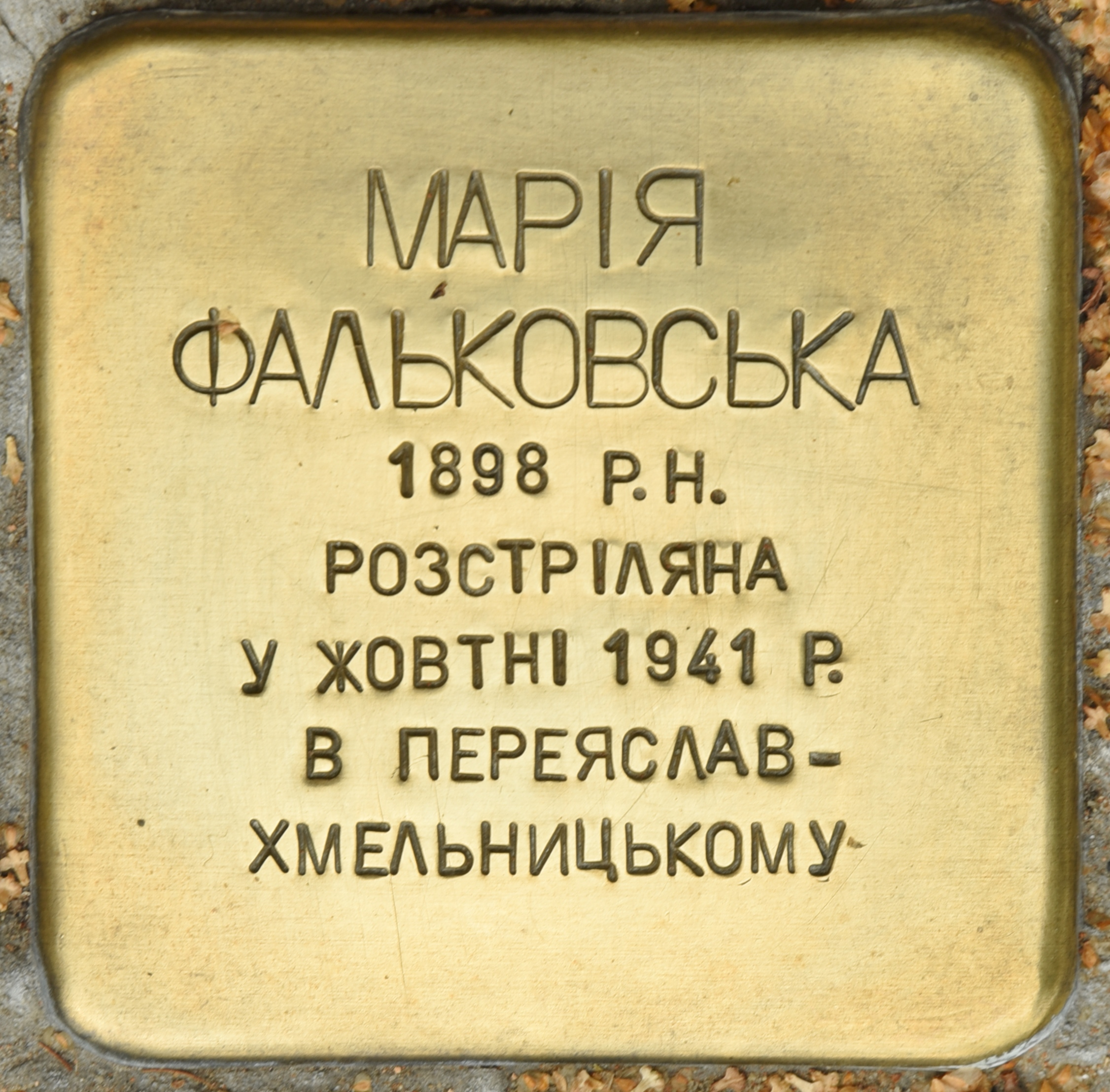
Камінь спотикання для Марiя Фальковська, Переяслав
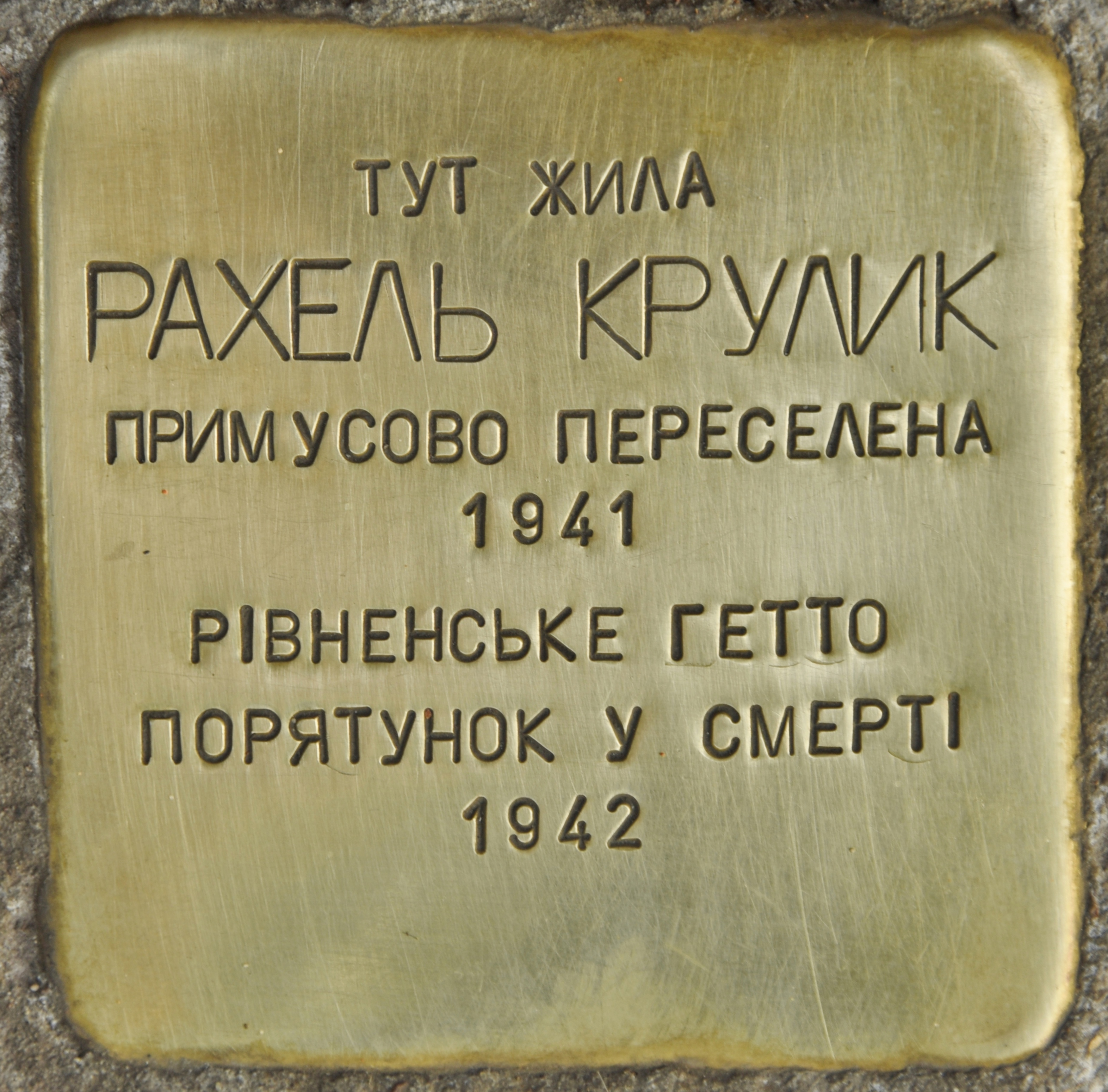
Камінь спотикання для Рахель Крулик, Рівне